# مسمریر
مسمریر (به فرانسوی: M'semrir) یک شهرک در مراکش است که در استان تنغیر واقع شده‌است. مسمریر ۸٬۱۰۷ نفر جمعیت دارد.